# منطقة امرالي
منطقة امرالي رمزها «AM» (بالإنجليزية: Amreli  District)‏ ، هو تقسيم إداري لدولة الهند تتبع ولاية غوجارات (بالإنجليزية: Gujarat)‏ ، مركزها هو مدينة امرالي (بالإنجليزية: Amreli)‏ عدد سكانها حسب تعداد سنة 2001 هو 1,393,295 ، مساحتها 6,760 كم² وكثافة السكان 206 لكل كم² .